# Gardiner (Washington)
Gardiner es un área no incorporada ubicada en el condado de Jefferson en el estado estadounidense de Washington.

## Geografía
Gardiner se encuentra ubicado en las coordenadas 48°3′0″N 122°54′51″O / 48.05000, -122.91417.